# 澳大利亚国防军
澳大利亞國防軍（英語：Australian Defence Force，縮寫）是負責澳大利亞國防的軍事組織，包括澳大利亞陸軍，澳大利亞皇家海軍和澳大利亞皇家空軍，總共有80,561名官兵在役（包括55,068名常規軍和25,493名預備役士兵），其中澳大利亞皇家海軍為現今太平洋地區最為先進的一隻海軍力量之一，配備紐澳軍團級巡防艦和目前世界上最為先進的柴電潛艇柯林斯級潛艇。皇家海軍於1940年代曾配備有墨爾本號航空母艦，該艦於1980年代退役。國防軍總司令人選經內閣提出，由總督委任，負責軍隊日常行動。而其他行政上的工作，則由國防部及其部長負責。
2010年-2011年澳洲的年度軍費開支為257億美元，在全球各國中排名第14位，但其只佔據全球軍費總支出的1.2%。澳洲國防軍在二戰後一直有參與聯合國維和部隊在世界各地的救災和各地武裝衝突的維和任務；截止2009年，大約有3,300名澳洲國防軍分佈在包括所羅門群島，阿富汗，東帝汶等12個國家和地區執行維和任務。
澳洲軍事上的親密盟友包括：英國、美國、德國、北約諸國與日本。1971年，澳洲與英國、紐西蘭、馬來西亞和新加坡共同簽署五國聯防（FPDA）協定。通過該協定，澳洲與英國以及紐西蘭將在馬來西亞和新加坡任何一方受到軍事滋擾時共同幫助防禦，澳洲通過該協定迅速的擴大了自己在亞太地區的影響力，並逐漸開始將自己的軍事以及經濟勢力擴展至東南亞地區，成為一個政治以及軍事上的多邊國家。

## 结构

### 澳洲陸軍
澳洲陸軍沿襲自英國陸軍。大致可分成兩個時期發展，分別是1901年－1947年，以澳洲公民武裝部隊為主，加上限額的少數正規部隊所組成。到了1947年後，民兵與預備役部隊（CMF）的重要性被逐年提高比例的常規步兵部隊所取代。澳洲陸軍在過去歷經的戰爭有第二次波耳戰爭、第一次世界大戰、大鴯鶓戰爭、第二次世界大戰，冷戰時期的韓戰和越戰，以及近期的反恐戰爭和伊拉克戰爭等。澳洲陸軍也參與聯合國維持和平行動，最大的一次是在1999年的東帝汶維和行動；以及2004年、印度洋發生地震的亞齊省，印度尼西亞，蘇門答臘的人道協助行動。

### 澳洲皇家海軍
澳洲皇家海軍是澳洲國防軍的海軍分支。當澳洲組成聯邦政府後，各地殖民地政府在1909年把自己海軍組成的英聯邦海軍部隊，重新組合為澳洲皇家海軍。直至第二次世界大戰，英國皇家海軍仍然繼續在太平洋地區提供防衛需要。二戰後，澳洲皇家海軍擴張並引進多艘航空母艦和大型船艦。
今天的澳洲皇家海军是太平洋地区其中一支最大的海军，并参与了维持和平与军事任务。

### 澳洲皇家空軍

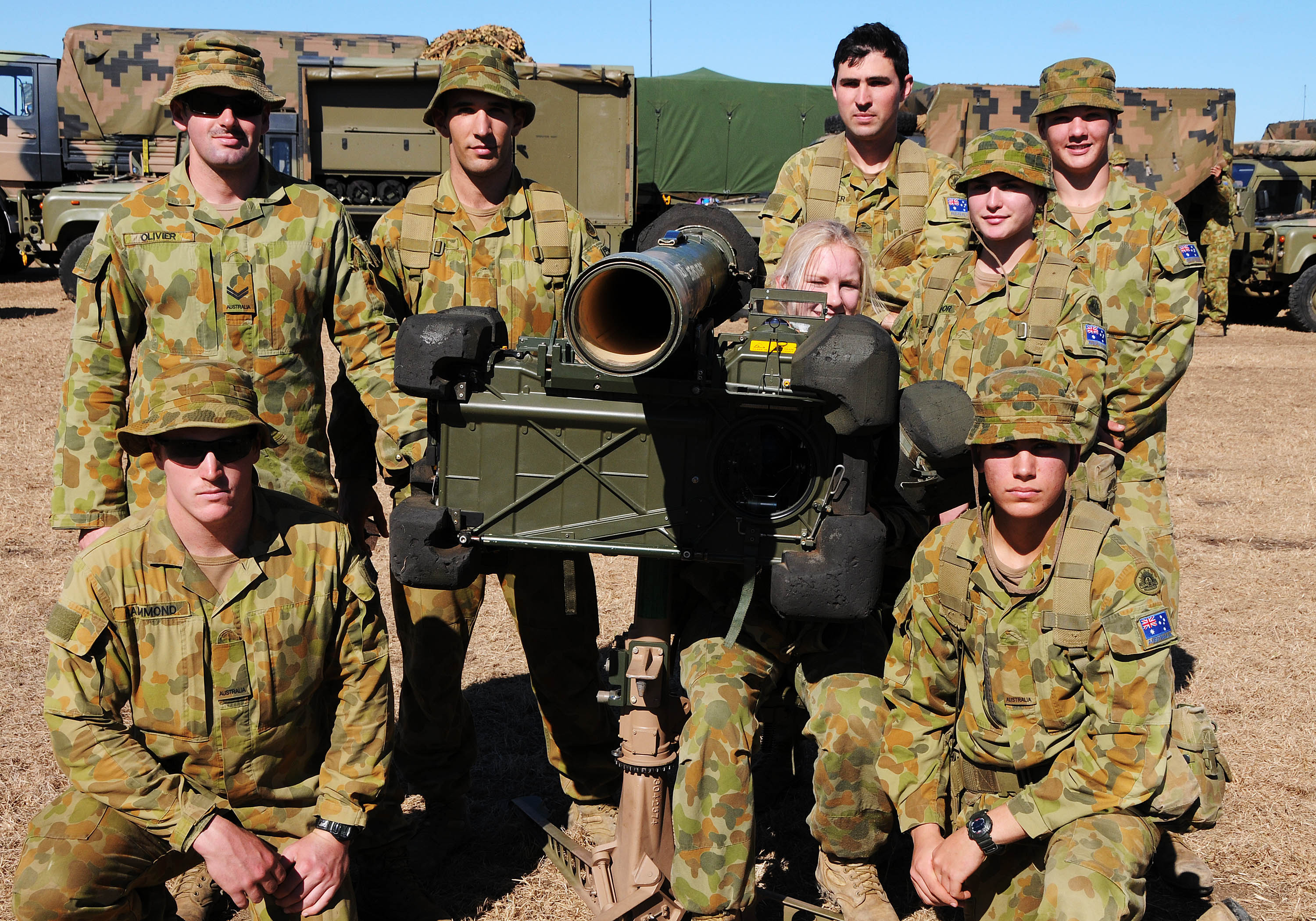
RBS 70防空飛彈小隊

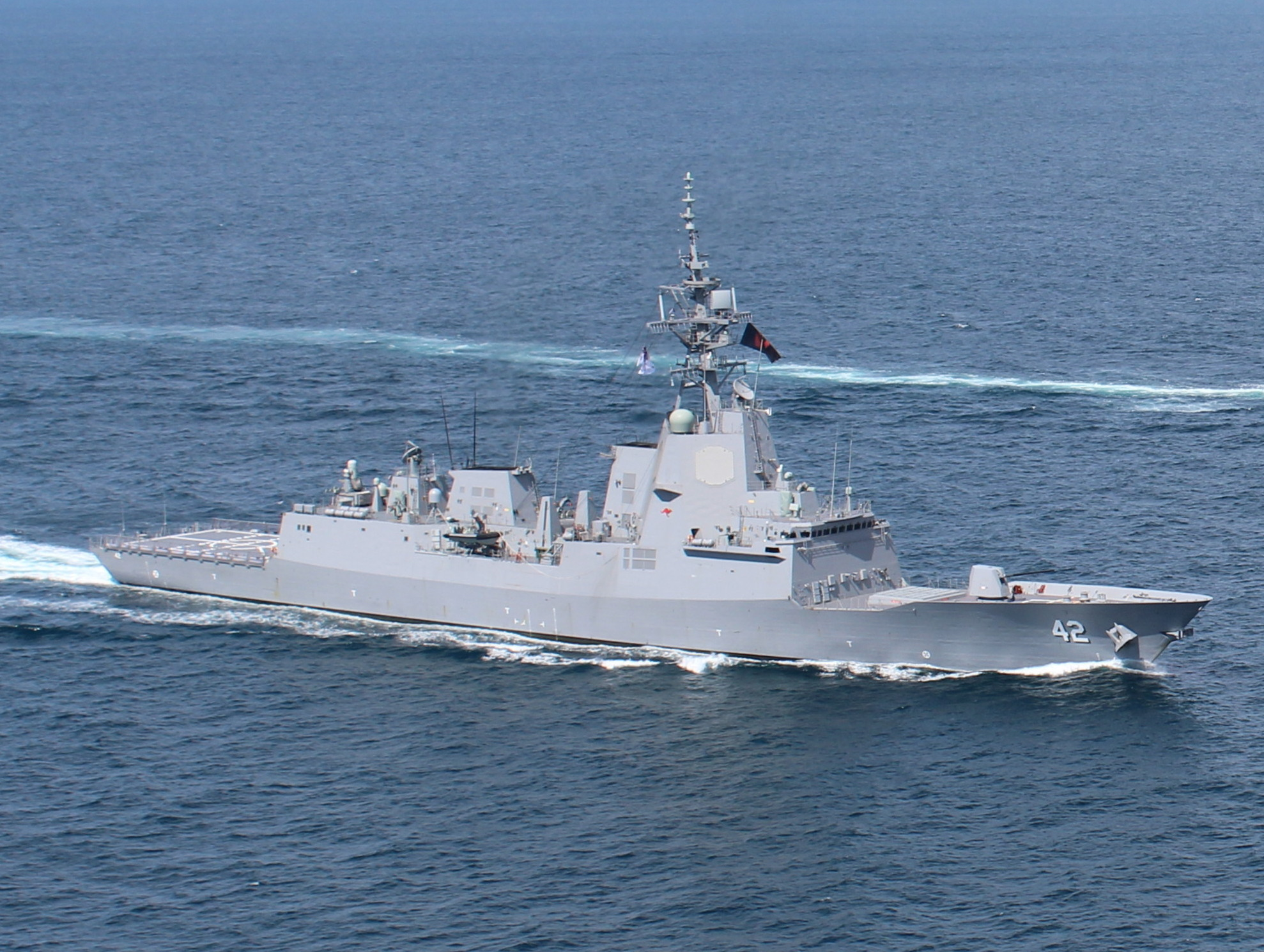
霍巴特级驱逐舰

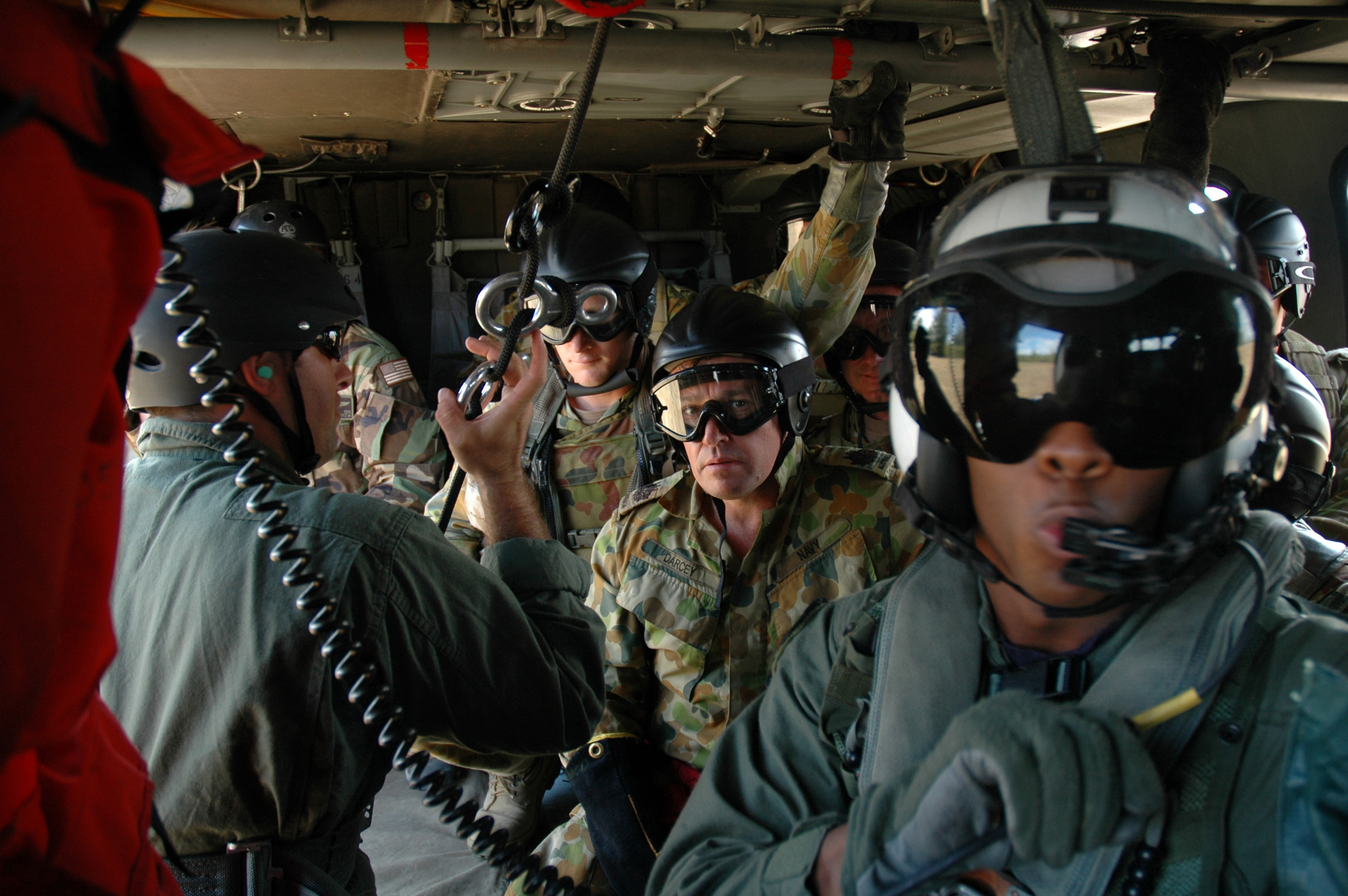
澳洲海軍的官兵於SH-60海鷹直升機上預備空降

澳洲皇家空軍（RAAF）是澳洲國防軍的空軍部分。前身就是創立於1912年3月的澳洲空軍團，這也使它成為世界上第二支空軍。並於1921年3月成為完全獨立的空軍。
RAAF参与了20世纪中的许多重大军事冲突，包括两次世界大战、韩战和越南战争，以及最近参加的伊拉克战争，在RAAF盾徽上印有拉丁文短语的座右铭：“Per Ardua ad Astra”，意思是“Through Struggle to the Stars”。